# Équipe de Macédoine du Nord espoirs de football
Maillots
L'équipe de Macédoine du Nord espoirs de football est une sélection de joueurs de moins de 21 ans macédoniens placée sous l'égide de la Fédération de Macédoine du Nord de football.

## Histoire
La Macédoine du Nord se qualifie pour la toute première fois de son histoire à l'Euro espoirs 2017 qui aura lieu en Pologne.

## Parcours au Championnat d'Europe de football espoirs
- 1994 : Non qualifié
- 1996 : Non qualifié
- 1998 : Non qualifié
- 2000 : Non qualifié
- 2002 : Non qualifié
- 2004 : Non qualifié
- 2006 : Non qualifié
- 2007 : Non qualifié
- 2009 : Non qualifié
- 2011 : Non qualifié
- 2013 : Non qualifié
- 2015 : Non qualifié
- 2017 : Qualifié
- 2019 : Non qualifié
- 2021 : Non qualifié
- 2023 : Non qualifié

## Effectif actuel
Les joueurs suivants ont été sélectionnés pour disputer une compétition amicale U23 contre la  Croatie et  l'Arabie saoudite les 23 et 26 septembre 2022.
Gardiens
- Marko Alchevski
- Ivan Nikoloski
- Aleksandar Angjelkovski

Défenseurs
- Viktor Krstevski
- Martin Radulovikj Velichkovikj
- Andrej Stojchevski
- Kristijan Tasevski
- Stefan Despotovski
- Antonio Jankulovski
- Agan Mjaki
- Reshat Ramadani

Milieux
- Dimitar Todorovski
- Luka Stankovski
- Aleks Zlatkov
- Ivan Nikolov
- Leonid Ignatov
- Vane Krstevski
- Hamza Ramani

Attaquants
- Mario Ilievski
- Metodi Maksimov
- Luan Abazi
- Berat Kalkan
- Behar Feta
- Arda Okan Kurtulan